# Геворкян, Грачик Ерджаникович
Грачик Ерджаникович Геворкян (1964 — 10 октября 2003, Краснодар) — советский и российский самбист, чемпион СССР 1981 года среди юношей, чемпион (1984) и бронзовый призёр (1983) первенств СССР среди юниоров, серебряный призёр розыгрышей Кубка СССР 1986 и 1989 годов, бронзовый призёр чемпионатов СССР 1989 и 1990 годов, бронзовый призёр чемпионата России 1993 года, чемпион Европы 1991 и 1993 годов, мастер спорта СССР международного класса. Выступал в наилегчайшей весовой категории (до 48 кг).
Был застрелен в Краснодаре 10 октября 2003 года.

## Всесоюзные соревнования
- Кубок СССР по самбо 1986 — ;
- Кубок СССР по самбо 1989 — ;
- Чемпионат СССР по самбо 1989 — ;
- Чемпионат СССР по самбо 1990 — ;
- Чемпионат России по самбо 1993 — ;